# مارتن أ. فوران
مارتن أ. فوران هو محامي وقاضي وسياسي أمريكي، ولد في 11 نوفمبر 1844 في مقاطعة سسكويهانا في الولايات المتحدة، وتوفي في 28 يونيو 1921 في كليفلاند في الولايات المتحدة. نشط حزبياً في الحزب الديمقراطي. وقد انتخب عضو مجلس النواب الأمريكي ‏.